# Rhoicinaria maculata
Rhoicinaria maculata är en spindelart som först beskrevs av Eugen von Keyserling 1878.  Rhoicinaria maculata ingår i släktet Rhoicinaria och familjen mörkerspindlar.
Artens utbredningsområde är Colombia. Inga underarter finns listade i Catalogue of Life.